# 楠克-欧特科特
楠克-欧特科特（法語：Nuncq-Hautecôte，法語發音：[nœ̃k otkot]）是法国上法蘭西大區加来海峡省的一个市镇，属于阿拉斯区。该市镇于1972年由原市镇楠克（Nuncq）和欧特科特（Hautecôte）合并而成。

## 地理
楠克-欧特科特（50°18'19"N, 2°17'19"E）面积6.64 平方千米，位于法国上法蘭西大區加来海峡省，该省份为法国北部沿海省份，西北濒北海，南至索姆省，东临北部省。
与楠克-欧特科特接壤的市镇（或旧市镇、城区）包括：埃夸夫尔、康什河畔利尼、康什河畔布贝尔、弗莱尔、弗拉姆库尔、弗雷旺、塞里库尔、锡比维尔。
楠克-欧特科特的时区为UTC+01:00、UTC+02:00（夏令时）。

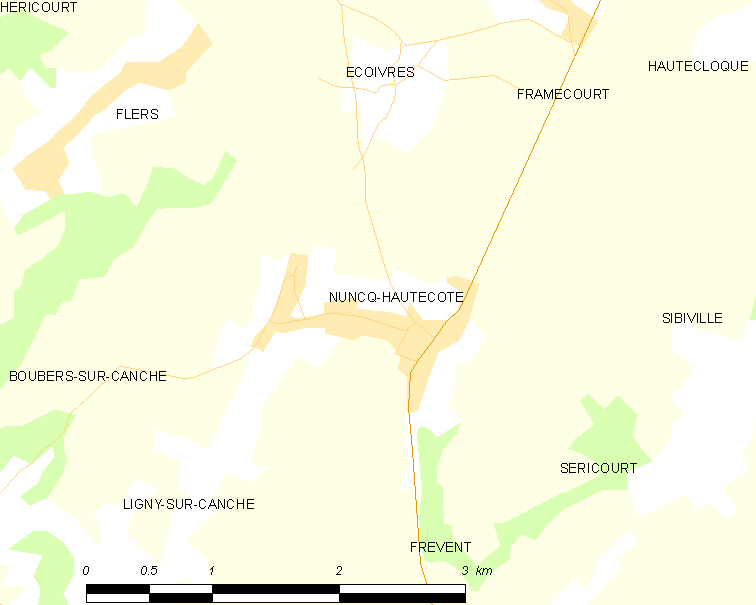
楠克-欧特科特的OSM定位图

## 行政
楠克-欧特科特的邮政编码为62270，INSEE市镇编码为62631。

## 政治
楠克-欧特科特所属的省级选区为泰努瓦斯河畔圣波勒县。

## 人口

1962-2008年间楠克-欧特科特人口变化图示

楠克-欧特科特于2022年1月1日时的人口数量为473人。